# KkStB 45 sorozatú szerkocsi
| KFNB G / kkStB 45      | KFNB G / kkStB 45 | KFNB G / kkStB 45 |
| ---------------------- | ----------------- | ----------------- |
|                        |                   |                   |
| Műszaki adatok         |                   |                   |
|                        | 45.01–63          | 45.64–45.99       |
| Tengelyek száma:       | 3                 | 3                 |
| Gyártásban:            | 1867–1872         | 1867–1872         |
| Darabszám:             | 106               | 106               |
| Tengelytávolság:       | 3160 mm           | 3160 mm           |
| Kerékátmérő:           | 969 mm            | 969 mm            |
| Hossz:                 | 6135 mm           | 6135 mm           |
| Yízkészlet:            | 9,6 m³            | 9,6 m³            |
| Tüzelőanyagkészlet:    | 7,1 m³            | 7,1 m³            |
| Üres tömeg:            | 11,0 t            | 13,0 t            |
| Szolgálati tömeg:      | 26,3 t            | 28,3 t            |
| Kapcsolt mozdonytípus: | 207, 121, 149     | 207, 121, 149     |

A kkStB 45 sorozatú szerkocsi a Császári és Királyi Osztrák Államvasutak (kaiserlich und königlich Staatsbahnen, kkStB) egyik rendszeresített szerkocsitípusa volt.
A Kaiser Ferdinands-Nordbahn (KFNB) 1867-ben szerezte be mozdonyaihoz ezeket a szerkocsikat. A szerkocsik a  StEG, a bécsújhelyi , a bristoli Avonside Engine Company és a hannoveri Strousberg gyárakban készültek. A KFNB-nél az G szerkocsisorozat megjelölést kaptak.
A KFNB államosítása után a kkStB a 45 szerkocsisorozatába sorolta be és továbbra is csak a KFNB eredetű mozdonyokkal üzemeltette.

## Fordítás
- Ez a szócikk részben vagy egészben  a   KkStB Tenderreihe 45 című német Wikipédia-szócikk fordításán alapul.  Az eredeti cikk szerkesztőit annak laptörténete sorolja fel. Ez a jelzés csupán a megfogalmazás eredetét és a szerzői jogokat jelzi, nem szolgál a cikkben szereplő információk forrásmegjelöléseként.